# Ямище (Куньїнський район)
Ямище (рос. Ямище) — присілок в Куньїнському районі Псковської області Російської Федерації.
Населення становить 122 особи. Входить до складу муніципального утворення Каськовська волость.

## Історія
Від 2015 року входить до складу муніципального утворення Каськовська волость.

## Населення
| 2001 | 2002 | 2010 |
| ---- | ---- | ---- |
| 170  | ↗176 | ↘122 |